# Санчес, Беатрис
Беатри́с де Хе́сус Са́нчес Му́ньос (исп. Beatriz de Jesús Sánchez Muñoz; род. 24 декабря 1970, Винья-дель-Мар, Вальпараисо) — чилийский политический журналист и политик, кандидат в президенты страны в 2017 году. Посол Чили в Мексике с 9 ноября 2022 года.

## Биография
Училась в частной школе Святого Павла с христианско-англиканским уклоном в г. Винья-дель-Мар. Во время учёбы (в 1981 году) совершила годовую учебную поездку в Великобританию, где её отец учился в аспирантуре. Позже она изучала журналистику в Университете Консепсьона, где познакомилась со своим будущим мужем Пабло Аравеной.

## Профессиональная карьера
Провела основную часть своей карьеры в радиожурналистике, будучи журналисткой нескольких программ на Radio Bío-Bío (1994—1996), Radio Chilena (1996—2002), Radio Cooperativa (2003—2007), ADN Radio (2008—2014) и Радио La Clave (2014—2017).
Она была одной из основателей радиостанции ADN. Там же начала выпускать статьи с сильным уклоном в сторону феминизма. В 2014 году ушла с радиостанции после конфликта с лидером профсоюза.
В своих редакционных статьях анализировала различные актуальные проблемы, такие как коррупция, гендерное неравенство и качество демократии. 21 марта 2017 года прервала свою профессиональную работу из-за участия в президентской кампании.
Свою телевизионную карьеру начала после своего 40-летия, участвуя в 2010—2017 годах в качестве ведущей нескольких политических программ, которые выходили на популярном телеканале La Red.

## Президентская кампания 2017 года
В январе 2017 года левая партия «Гражданская сила» предложила выдвинуть кандидатуру Б. Санчес от политического блока Широкий фронт на президентских выборах, но 13 января она отклонила данное предложение через свой твиттер. Однако после встречи с представителями других новых левых партий Демократическая революция и Автономистское движение, также входящих в Широкий фронт, изменила решение и 21 марта дала своё согласие.
Во время президентской кампании представила свою развёрнутую президентскую программу под названием «Программа многих», где подробно представила законопроекты и планы правительства в случае своей победы. Среди её предложений были, в частности, создание новой конституции; реформа пенсионной и здравоохранительной систем; консолидация многонационального государства; расширение системы коллективных трудовых споров; политическая и экономическая децентрализация; национализация горнодобывающей промышленности и водоснабжения; бесплатный доступ к образованию на всех уровнях; сокращение зарплаты парламентариев, заместителей министра и министров; учреждение института референдумов и народных голосований.
2 июля выиграла первичные выборы среди претендентов в кандидаты от Широкого Фронта, набрав 67,54 % голосов (была поддержана девятью из 13 входивших в блок партий и движений).
В первом туре выборов 19 ноября заняла третье место, получив 1 337 тыс. голосов (20,27 %), хотя все опросы и прогнозы экспертов предсказывали не более 9 %. Перед вторым туром поддержала кандидата от правительственного левоцентристского блока Новое большинство А. Гильера, назвав ставшего в итоге победителем кандидата правых С. Пиньеру «большой проблемой для Чили».

## Дальнейшая деятельность
После выборов осталась главой и пресс-секретарём Широкого Фронта.
В ходе массовых протестов осенью 2019 года осудила политику президента С. Пиньеры и его попытки подавления протестов, одновременно осудив акты насилия со стороны демонстрантов; поддержала конституционные обвинения президента и министра внутренних дел; призвала к плебисцитам по основным вопросам, вызвавшим волнения.
После победы на президентских выборах 2021 года лидера «Широкого фронта» Габриэля Борича была избрана членом Конституционного Собрания. 9 ноября 2022 года назначена послом Чили в Мексике.

## Взгляды
Позиционирует себя феминисткой. В интервью в ноябре 2014 года указала, что среди причин этого то, что «мы по-прежнему зарабатываем на 40 % меньше, чем мужчины за одну и ту же работу; несмотря на то, что мы — 50 % населения страны, у нас менее 20 % политических должностей, в руководстве компаний, в национальных наградах и общем руководстве; и это не потому, что женщины все хотят быть матерями».
Автор книги «Poderosas» («Могущественные») (изд-во Агилар, 2014), в которой представила восемь интервью женщин, находящихся на руководящих должностях в Чили.
Сторонник приоритета вопросов экологии и энвайронментализма, считает что «климатический кризис угрожает всему человечеству».
Неоднократно называла себя «коммунисткой». Поддерживала реформы, проводимые правительством Мишель Бачелет в 2014—2018 годах.

## Награды и звания
- Лучший телевизионный журналист 2014 года по версии Университета Адольфо Ибаньеса[13]
- Премия имени Ракель Корреа 2016 года Национальной ассоциации женщин-журналистов Чили[14]